# Euseboides tonkinensis
Euseboides tonkinensis là một loài bọ cánh cứng trong họ Cerambycidae.